# Tom Schneider
Tom Schneider (Indianapolis, 24 dicembre 1959) è un giocatore di poker statunitense.

## Carriera
Ha vinto quattro braccialetti delle WSOP, di cui due alle WSOP 2013 nell'H.O.R.S.E.. Ha inoltre conquistato il riconoscimento di Player of the Year delle WSOP 2007.
Iniziò a giocare a poker da professionista nel 2002. Nel 2007 vinse 2 braccialetti, uno nel $2.500 Omaha/Seven Card Stud Hi-Lo e l'altro nel $1.000 Seven Card Stud Hi-Lo 8 or better. Inoltre chiuse al quarto posto nell'evento $2.500 H.O.R.S.E.
È autore di un libro intitolato Oops! I Won Too Much Money: Winning Wisdom from the Boardroom to the Poker Table, che tratta temi incentrati sul guadagno nel poker.

## Braccialetti WSOP
| Anno | Torneo                                         | Premio (US$) |
| ---- | ---------------------------------------------- | ------------ |
| 2007 | $2.500 Omaha/Seven Card Stud Hi-Lo 8 or Better | $214.347     |
| 2007 | $1.000 Seven Card Stud Hi-Lo 8 or Better       | $147.713     |
| 2013 | $1.500 H.O.R.S.E.                              | $258.960     |
| 2013 | $5.000 H.O.R.S.E.                              | $318.955     |